# Aristocratie
Pour les rois d'Arcadie, voir Aristocrate Ier et Aristocrate II.
 (mars 2017).
L'aristocratie est un régime politique dans lequel le pouvoir est officiellement détenu par une élite minoritaire mais dominante : caste, noblesse ou classe sociale, représentants élus ou cooptés, élite intellectuelle ou technocratique, voire philosophique. On désigne également par aristocratie les membres de cette élite, que ce soit des nobles ou des élus, des notables ou des riches, une nomenklatura ou un pouvoir établi, ou tout autre forme d'élite visible ou cachée.
Le terme aristocratie vient des mots grecs ἄριστοι / áristoi, « les meilleurs », et κράτος / kratos « force, domination ». À partir de la Révolution française, le terme « aristocratie » a été employé à tort pour désigner exclusivement la noblesse, ce qui lui a fait perdre son sens plus général, surtout en français.
Usuellement, les notions d'aristocratie et d'oligarchie sont rapprochées. Cependant, celles-ci diffèrent dans la mesure où l'oligarchie ne présuppose pas une minorité bien définie. En oligarchie, le pouvoir est détenu par une minorité, quelle qu'elle soit, pas forcément par une élite. L'aristocratie est une forme particulière d'oligarchie (pouvoir des «meilleurs»), comme le sont la ploutocratie (pouvoir de «l'argent»), la technocratie (pouvoir des «techniciens»), la gérontocratie (les plus vieux), l'épistocratie (les plus éduqués), etc. 

## Parcours historique de la notion d'aristocratie
Souvent issue de la féodalité, l'aristocratie a fréquemment évolué vers la monarchie ou l'autocratie. Elle peut parfois se combiner avec une sorte de démocratie (par exemple en République de Venise, où un doge est élu et aux pouvoirs limités, ou de la Pologne, dont le roi était élu par la noblesse — 10 % de la population — et dont les pouvoirs étaient dans la Diète).

### Antiquité grecque
Dans la Grèce ancienne, les régimes oligarchiques et aristocratiques succèdent le plus souvent à une royauté héréditaire. Ils commencèrent à se développer au VIIIe siècle av. J.-C. en remplaçant peu à peu les monarchies en place, tombant les unes après les autres à la suite d'une crise sociale. Au milieu du VIIe siècle av. J.-C., la monarchie a quasiment disparu du monde grec.
Aristocratie : du grec aristokratia (aristos, excellent, le meilleur, le plus brave et kratos, pouvoir). Par ce seul mot, c'est la conception d'un régime politique et d'une organisation sociale qui se dessine. L'exercice des responsabilités, la prise de décisions et l'impulsion donnée reviennent aux êtres d'excellence dans le domaine considéré. Pour la direction d'une nation, les qualités premières de ces aristocrates ont été définies dans le manifeste Révolution droitiste rédigé par Michel-Georges Micberth et François Richard : « […] une appréhension rapide et complète d’une situation, une capacité immédiate à prendre une décision, une connaissance très vaste des choses et des êtres, et une rigueur morale qui s’accommode parfaitement des jeux de l’imagination ».
Ces honnêtes citoyens, comme le résumait Platon, s'imposent de fait comme les plus aptes à diriger la cité pour la mener vers de bénéfiques horizons. L'auteur des Dialogues rapporte dans l'un d'eux la réflexion de l'étranger, approuvé sans réserve par Socrate le jeune : « […] suppose de nouveau qu’un homme, dans son état de simple particulier, soit assez avisé pour donner des conseils au monarque de quelque pays, ne dirons-nous pas que le conseiller possède en propre le savoir que devrait avoir acquis celui qui exerce le pouvoir ? ». La sélection des meilleurs est le propre du système aristocratique.
Comme une incarnation du conseiller avisé imaginé par l'étranger dans sa réflexion socratique, Aristote énonce au puissant Alexandre, dont il a été le précepteur, les qualités d'un régent d'empire : « Un tel homme doit être supérieur et parfait non seulement dans la vaillance et la justice et dans des vertus diverses mais encore par la puissance et par l’équipement militaire pour qu’il puisse contenir le peuple et le pousser à écouter la loi ».
Aristote indique donc à l'ambitieux roi de Macédoine la manière d'être et d'aborder la direction d'un empire pour que « dans les cités règnent toujours les bonnes mœurs et que les vices en soient bannis ». Même si l’aristocratisme prône davantage la collégialité dans l'exercice du pouvoir, les notions développées par le disciple de Platon font une part essentielle à la valeur fondamentale de l'individu.
Certes la légitimité conférée aux hommes responsables de la destinée d'un peuple est plus puissante par cette méthode de sélection, mais l'exercice du pouvoir est une source de bien plus de devoirs que de droits. La fonction de chef doit hanter à chaque instant celui qui l'a acceptée. Cette prise de responsabilités doit impliquer toute sa vie et ne peut se limiter à la simple parade que permettrait le prestige de la fonction. Être aristocrate, au sens premier, est aux antipodes de la facilité d'exister, du carpe diem vanté depuis l’Antiquité.

### Antiquité romaine

#### Sous la royauté et la République
L’évolution de l’aristocratie de la Rome antique peut être suivie sur une période de plus de mille ans. Sous sa forme la plus ancienne, de la fondation de Rome jusqu’au début de la République, les patriciens forment la classe aristocratique romaine. Se présentant comme les descendants des compagnons de Romulus, ils disposent seuls de pouvoirs sacrés, comme prendre les augures ou accéder aux sacerdoces. Membres du Sénat romain, puis seuls éligibles aux magistratures aux premiers siècles de la République romaine, ils monopolisent un pouvoir que leur disputent les plébéiens pendant le Ve siècle av. J.-C.
Les plébéiens obtiennent peu à peu l’égalité civique et religieuse, et les plus riches d’entre eux accèdent aux magistratures et au Sénat. Au IIIe siècle et au IIe siècle av. J.-C., l’aristocratie romaine n’est donc plus fondée uniquement sur l’ascendance, mais sur la richesse foncière (il faut une fortune d’au moins 400 000 sesterces pour être éligible aux premières magistratures) et le succès électoral (cursus honorum) qui ouvre l’admission au Sénat. Les grandes familles, patriciennes ou plébéiennes, accèdent au consulat de génération en génération, constituant l’ordre sénatorial. Des recensements périodiques (tous les cinq ans) voient le renouvellement de cette aristocratie, par admission à la suite des succès électoraux ou exclusions pour conduite dépravée ou crime.
Dans le même temps se constitue une autre classe, les chevaliers, enrichis par le commerce méditerranéen, l’activité bancaire, la sous-traitance par l’État romain de la collecte des impôts (publicains). Sans que cela leur soit interdit, les chevaliers accèdent rarement aux magistratures, à quelques brillantes exceptions près (Marius, Cicéron). Les ambitieux qui tentent d’imposer leur pouvoir à la fin de la République romaine au Ier siècle av. J.-C. vont favoriser les chevaliers contre les sénateurs conservateurs.

#### Sous l’Empire romain
À la fin du Ier siècle, Octave s’impose, et organise l’aristocratie romaine en deux niveaux : l’ordre sénatorial et l’ordre équestre de rang moindre, avec chacun leurs obligations et leurs prérogatives. Les recensements périodiques, menés maintenant par l’empereur, tiennent à jour et contrôlent l’effectif de ces deux ordres.
La conquête romaine chercha l’entente avec les élites locales des peuples ou des états qui passaient sous la domination ou le protectorat de Rome. L’ancienne aristocratie des provinces conquises demeura généralement donc en place : roitelets d’Orient, grands prêtres juifs, bouleutes des cités helléniques, rois et aristocrates des peuples celtes, etc. Une autre aristocratie se développa dans les provinces romaines, sur le modèle de la République romaine : les magistrats élus dans les municipes entraient à la fin de leur mandat annuel dans la Curie de leur cité, équivalent local du Sénat romain, d’où leur nom de décurion.
À l’apogée de l’Empire romain, l’aristocratie romaine forme la pyramide suivante :
- au sommet l’ordre sénatorial, avec ses 600 sénateurs, de plus en plus d’origine provinciale ;
- l’ordre équestre, estimé à environ 5 000 ou 6 000 membres ;
- l’ordre décurional, estimé à environ 400 000 membres, italiens et provinciaux pour une population estimée entre 50 et 80 millions d’habitants, dont environ 4 à 5 millions de citoyens romains au Ier siècle.

Ces ordres ne sont pas fermés, il est possible de s’élever de l’un à l’autre, et pour un simple citoyen de rentrer dans un de ces ordres, pour peu qu’il en ait la fortune et l’ambition.
À la fin de l’empire, sous le Dominat, la différence entre sénateurs et chevaliers s'est effacé, tous font partie de l'aristocratie des Honestiores.

### Haut Moyen Âge
Sous la Rome antique, le pouvoir avait une existence autonome, l’imperium qui se passait d'un magistrat à l'autre, puis d'un empereur à l'autre. Les individus fidèles à un pouvoir, soldats, administrateurs des provinces, prêtaient serment à ce pouvoir permanent dont le détenteur n'était qu'un dépositaire provisoire.
Cette continuité est mise en cause au Moyen Âge, puisque les guerriers prêtent serment à une personne, leur roi. Si celui-ci disparaît, le serment est caduc ; ce qui est à l'origine d'une instabilité du pouvoir.
Contrairement à une idéologie qui laisserait croire une unité tribale, les peuples germaniques sont au départ des Grandes invasions du Ve siècle une confédération de nations mêlées qui se choisissent un roi. Lors de leur sédentarisation, ils sont amenés à légiférer pour que la cohésion sociale entre peuples des territoires et armée de combattants puisse se réaliser. Entre les guerriers et le roi se forme une aristocratie dominante dont les titres sont variables selon les peuples (exemple : dux et gastalds pour les Lombards). Cette caste intermédiaire en formation, regroupée autour du chef de peuple et fédéré à l'Empire romain d'Occident par son titre de dux, grade militaire dans l'administration romaine lui donnant des fonctions de gouverneur provincial tant que l'Empire existe, constitue l'embryon de la noblesse médiévale, les vassaux étant liés par l'hommage.
Les titres nobiliaires transitent ensuite par leur signification, de rex, dux et autres (Graf, jarls, khans, seigneurs de la guerre) vers les acceptions médiévales des rois, ducs, comtes et marquis et la mise en place de leur hérédité.

## En France

### Ancien Régime
La noblesse de la société d'Ancien Régime prolonge le régime féodal et lui ajoute des rites nouveaux, notamment les arts de cour, qui sacralisent la différence avec le tiers état.
Sous l'Ancien Régime, on ne parle pas d'« aristocrates » qui est un anglicisme révolutionnaire. On ne parle que de noblesse et de gentilhomme (homme noble par son sang comme par sa vie). Elle constitue, avec le souverain et le clergé, la classe des propriétaires décrite par le physiocrate François Quesnay dans le Tableau économique (1758-1759). Elle joue un rôle économique important en faisant les avances (semences, charrues, granges) qui permettent aux laboureurs de faire naître les richesses.

### Depuis la Révolution française

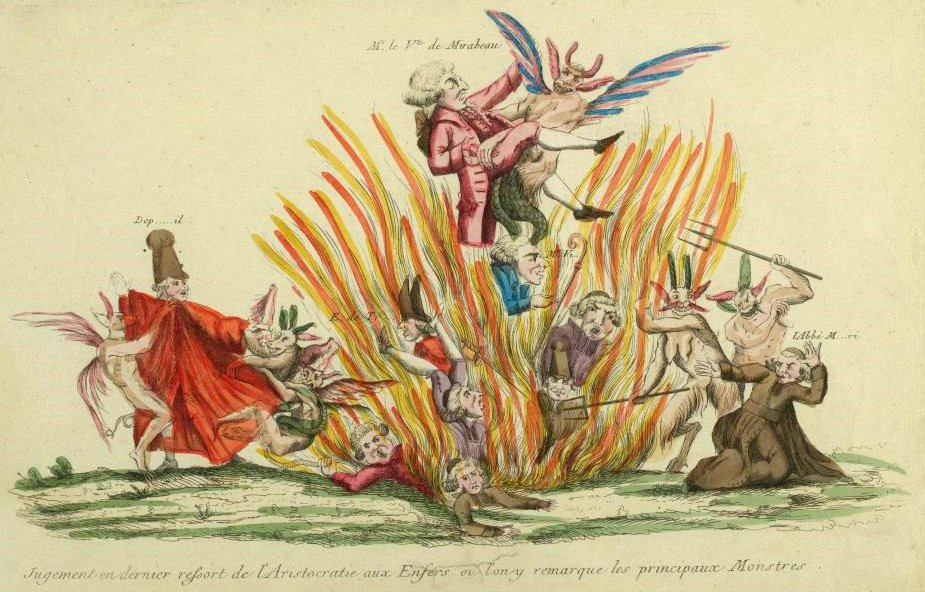
Jugement en dernier ressort de l'Aristocratie aux Enfers, où l'on y remarque les principaux Monstres, (musée de la Révolution française).

La République, elle, met les droits au fronton de sa Déclaration, et ne peut intégrer cette conception de la politique. Les doctrinaires se chargent alors de malmener le terme d'aristocrate, jusqu'à la perversion du sens originel.
Une lecture restrictive (et récupératrice) de Montesquieu, dans son ouvrage De l'esprit des lois publié en 1748, pouvait ouvrir la voie au rapprochement sémantique aristocrate-noble. Au livre III chapitre IV intitulé « Du principe de l’aristocratie », il juge ainsi ce type d'organisation politique : « Le gouvernement aristocratique a, par lui-même, une certaine force que la démocratie n’a pas. Les nobles y forment un corps qui, par sa prérogative et pour son intérêt particulier, réprime le peuple […] ».
En réalité, l'auteur des Lettres persanes décrit ici une déviance possible comme pour tout système politique. Il revient bien vite dans ce même chapitre au principe essentiel autour duquel les pouvoirs aristocratiques doivent se construire : « La modération est donc l’âme de ces gouvernements. J’entends celle qui est fondée sur la vertu, non pas celle qui vient d’une lâcheté et d’une paresse de l’âme ».
Un peu plus de quarante ans avant l'éclatement révolutionnaire, Montesquieu rejoint encore, dans une ultime fidélité au sens antique, la définition donnée par Aristote de l'aristocratie : « […] gouvernement d’un petit nombre d’hommes […] soit parce que l’autorité est entre les mains des plus gens de bien, soit parce qu’ils en usent pour le plus grand bien de l’État et de tous les membres de la société ».
Le galvaudage du vocable aristocrate se diffuse et se systématise à la fin du XVIIIe siècle. Il consiste à désigner, comme le fait Beaumarchais dans une perspective péjorative, les partisans de la noblesse, puis, lors des actions révolutionnaires, les adeptes de l'ancien régime. Ainsi, un modeste savetier de Valréas, nostalgique de la royauté, est-il traité d'aristo, alors que les frères Lameth, nobles de souche, mais élus députés de gauche à l'Assemblée constituante, sont choyés comme citoyens exemplaires.
La confusion des termes et l'approximation des concepts, portées par l'élan d'un renouveau idéologique, déterminent les « patriotes » dans l'assimilation progressive de l'aristocratie à la noblesse héréditaire. Dans la nuit du 4 août 1789 la noblesse est abolie et le mot noble est tout naturellement remplacé par aristocrate. Dix jours plus tard, le ton de la confusion est donné avec un libelle intitulé La découverte du complot des aristocrates. Dans le même registre, les citoyens entonnent le refrain de Ça ira, « Les aristocrates à la lanterne ! » comme pour exorciser La Grande peur de l'été 1789.
En fait, l'abolition des privilèges la nuit du 4 août 1789 conduit à distinguer le « patriote » qui respecte cette abolition, et l'« aristocrate » qui continue à revendiquer des privilèges. Dans ce sens, l'aristocrate peut être non seulement un noble, mais aussi une corporation, une ville revendiquant des droits particuliers, l'Église avec le refus de la suppression du droit d'asile, etc. Les particuliers et les collectivités qui refusent l'application des nouvelles lois sont donc des aristocrates, alors que les nobles qui les respectent sont des patriotes.
Cette déviance linguistique se confirmera au XIXe siècle. L'aristocrate est distingué alors par : un titre, une particule nobiliaire, des terres et son éducation. Au bout du compte, la méthode de qualification retenue est à l'exact opposé de celle en cours dans l'antiquité : on ne jauge plus la valeur intrinsèque de l'homme, on soupèse ses oripeaux.
La révolution de 1848 imposera une nouvelle définition de l'aristocrate, qui pourra désormais être un simple bourgeois. Le Journal des débats politiques et littéraires du 1er août 1848 écrit : « Lorsque nous disons aristocratie, nous ne parlons pas seulement de la noblesse. Toutes les classes privilégiées sont aristocrates ».
Dans la suite, le terme d'aristocrate sera usuellement employé pour désigner une minorité dominante quelconque. On parlera ainsi d'une aristocratie technocratique ou d'une oligarchie financière. La notion originelle est perdue. Les générations suivantes devront donc faire appel à un autre mot pour exprimer ce que cette notion signifiait au sens premier : l’aristocratisme.

#### Ouvrages généraux
- Guy Augé (dir.), « L'Aristocratie » (2005), La Légitimité : revue universitaire d'Histoire et d'Idées politiques, n°9.
- Patrick Werly (dir.), Les aristocraties en Europe du Moyen Âge à nos jours, Strasbourg, Presses Universitaires de Strasbourg, 2011.
- Philippe Contamine (dir.), L'État et les aristocraties (France, Angleterre, Écosse) XIIe – XVIIe siècles : actes de la table ronde, Maison française d'Oxford, 26 et 27 septembre 1986, Paris, Presses de l'École normale supérieure, 1989, 396 p. (ISBN 2-7288-0140-1, présentation en ligne, lire en ligne).

#### Ouvrages spécifiques

##### Sur l'aristocratie ancienne
- Robinson Baudry, La société romaine et ses élites, Paris, Picard, 2012.
- Yann Berthelet, Gouverner avec les dieux : autorité, auspices et pouvoir, sous la République romaine et sous Auguste, Paris, Les Belles lettres, 2015.

##### Sur l'aristocratie médiévale
- Myriam Soria Audebert et Cécile Treffort, Pouvoirs, Église, société : conflits d'intérêts et convergence sacrée, IXe – XIe siècle, Rennes, Presses universitaires de Rennes, 2008.
- Martin Aurell, Le chevalier lettré : savoir et conduite de l'aristocratie aux XIIe et XIIIe siècles, Paris, Fayard, 2011.
- Guido Castelnuovo, Être noble dans la cité : les noblesses italiennes en quête d'identité (XIIIe – XVe siècle), Paris, Classiques Garnier, 2014.
- (en) David Crouch, The English aristocracy, 1070-1272 : a social transformation, London, Yale University Press, 2011.
- Hélène Débax, La seigneurie collective : pairs, pariers, paratge : les coseigneurs du XIe au XIIIe siècle, Rennes, Presses universitaires de Rennes, 2012.

##### Sur l'aristocratie moderne
- Paul Bénichou, Morales du grand siècle, Paris, Gallimard, 1948.
- Adeline Daumard, Noblesse et aristocratie en France au XIXe siècle, Publications de l'École Française de Rome, 1988
- Monique Chatenet (dir.), Le prince, la princesse et leurs logis : manières d'habiter dans l'élite aristocratique européenne (1400-1700), Paris, Picard, 2014.
- David Hennebelle, De Lully à Mozart : aristocratie, musique et musiciens à Paris, XVIIe – XVIIIe siècle, Seyssel, Champ Vallon, 2009.
- Denis Lopez, La religion des élites au XVIIe siècle, Tübingen, G. Narr, 2008.

##### Sur l'aristocratie contemporaine
- Didier Lancien, Anciennes et nouvelles aristocraties de 1880 à nos jours, Paris, Maison des sciences de l'homme, 2007.
- Étienne de Planchard de Cussac, L'Aristocratie sudiste, Michel Houdiart éditeur, 2009.